# Vårdö
Pour les articles homonymes, voir Vardo.
Vårdö est une municipalité du territoire d'Åland, territoire finlandais autonome situé en mer Baltique ayant le suédois comme seule langue officielle. À Vårdö, 94 % de la population a pour langue maternelle le suédois.

## Histoire
L'île principale est peuplée de manière permanente au moins depuis le XIIe siècle. Elle est mentionnée pour la première fois par écrit lorsque lors d'un de ses voyages le roi Magnus IV de Suède passe à côté d'une île du nom de Waerdhö (Vårdö). L'île devient un poste avancé d'Åland, et une étape indispensable pour les voyages entre le continent et Fasta Åland. Elle est notamment une des étapes de la grande route postale entre Turku et Stockholm de 1638 à 1910.
Au début du XXe siècle, elle est encore une dynamique communauté de pêcheurs de plus de 1 300 habitants. Elle connaît ensuite un exode rural particulièrement violent.
La commune ne compte plus que 386 habitants en 1984 mais a connu une légère remontée depuis lors.

## Géographie
La municipalité a 442 habitants (31 août 2012) pour une superficie de 572,66 km2 dont 0,40 km2 d'eau douce.
La commune est formée de centaines d'îles, à proximité immédiate de l'île principale du territoire, Fasta Åland, dont elle n'est séparée que par un détroit large de 300 mètres environ (bac jusqu'à Sund).
La très maigre population est principalement concentrée sur l'île principale et ses voisines Töftö et Sändö. Le cadre est globalement très préservé, de nombreuses îles étant inhabitées et difficilement accessibles.
Outre Sund à l'ouest, les communes voisines sont Lumparland au sud-ouest, Föglö au sud, Sottunga au sud-est, et enfin Kumlinge à l'est à laquelle elle est reliée par le ferry de la ligne du nord.

## Tourisme
La municipalité de Vårdö tente de développer le tourisme en misant sur le caractère sauvage et préservé de l'archipel. On y trouve un des plus importants campings de l'archipel.
Les curiosités sont néanmoins peu nombreuses. Elles consistent principalement en une ancienne école transformée en musée et en une petite église médiévale.

## Natifs de Vårdö
Vårdö a donné à la Finlande deux écrivains très renommées, Sally Salminen et Anni Blomqvist.